# Phyllactis rigida
Waqur wayta (Phyllactis rigida) es una planta que pertenece a la familia Caprifoliaceae.

## Descripción
Es una planta herbácea que crece en la puna de 4000 a 4200 m s.n.m. pegada al suelo, tiene flores blancas y hojas lanceoladas.

## Nombres comunes
- Estrella rígida, waqur wayta[2]